# 仮面ザイバー
『仮面ザイバー』（かめんザイバー）は、8ミリフィルムによる自主製作映画や舞台劇として製作された、日本の自主製作ヒーローの名前。製作:舞映、脚本・監督:今井聡。1992年（平成4年）から1994年（平成6年）にかけて製作。伊丹映画祭グリーンリボン賞第10回特選。
題名の通り、『仮面ライダー』のパロディである。

## あらすじ
- 仮面ライダーそっくりの戦士に改造された青年"本能強"（ほんのうつよし）がヘルショッカーと戦う。

## 登場人物
本能 強 / 仮面ザイバー
演：大迫純一
主人公。仮面ライダーそっくりの姿であるザイバーに改造されたことにコンプレックスを持っており、周囲の人たちからもよく仮面ライダーに間違えられる。短気な性格。ザイバーへの変身ポーズは仮面ライダー1号の逆回しから仮面ライダーBLACKの変身時の最初のポーズになるもの。ザイバーのスーツの造形は三枝徹が手掛け、演じた大迫はアクション監督も兼任した。
海野さなえ
演：山野さゆり
第1話のヒロイン。
サーマ・ダイカン
演：中村祐子
マドウカ
演：吉田ちひろ
ヘルショッカーの女幹部コンビ。ボディコン風の衣裳をまとっている。
おおやっさん
演：東一郎

綾小路秀麿
演：井上こうじ
第1話のヘルショッカー怪人。礼儀正しく丁寧な言葉遣いを使う。
伊集院雪之丞
演：高森ひろ・奥村義穂
第3話のヘルショッカー怪人。偽ザイバーに変装した。
海野沙織
演：山野さゆり
第3話のヒロインで、さなえの姉。
地獄大使
演：潮健児
第10話の敵キャラ。

## 話数リスト
- 第1話 さなえちゃんSOS!
- 第2話 鉄ドンちゃんSOS!～飛び出す体感映像・仮面ザイバー
- 第3話 さおりちゃんSOS!の巻
- 第4話 なるみちゃんSOS!の巻(この回のみタイトルが「仮面ザイバーJ」に変更。)
- 第5話 ツヨシちゃんSOS!の巻
- 第6話 ふみえちゃんSOS!の巻
- 第7話 ザイバー2号ちゃんSOS!の巻
- 第8話 占い師ちゃんSOS!の巻
- 第9話 毛スラちゃんSOS!の巻
- 第10話 ザイバーちゃんSOS!～地獄大使vs仮面ザイバー(第32回日本SF大会『DAICON6』で上演された舞台劇。)
- 第11話 ジュンちゃんSOS!の巻(EXバージョンも製作された。)
- 第12話 首領ちゃんSOS!の巻

## 主題歌
「レッツゴー・ザイバーキック」
作詞・作曲 - 大迫純一 / 編曲 - TOKURO / 歌 - 大迫純一 with 実年仮面ザイバー隊